# カリプソ (カメラ)

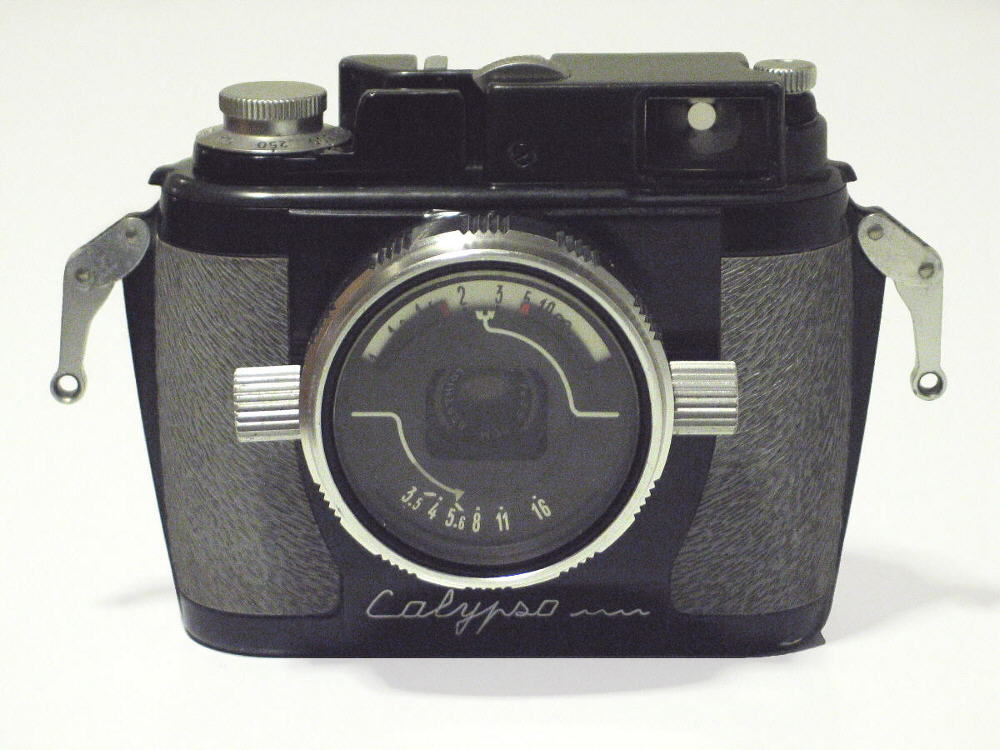
カリプソ

カリプソ（Calypso Phot）は潜水用品メーカーであったラ・スピロテクニーク（La Spirotechnique ）が1961年5月から製造販売した水中カメラである。

## 概要
水中写真を撮影する場合には一般カメラを防水ハウジングに入れるのが普通であったが、カリプソはOリングによりカメラボディー自体を防水とした。このため従来使われていたマリンハウジングと比較して小型軽量で取り回しやすく、かつ安価な水中撮影機材となった。防水性能は50m。
ボディーの形状が下すぼまりにしてあるのは、水圧による変形を避けるためだという。フィルム送りにスプロケットギアを使っていないため横幅は狭い。
ファインダーは逆ガリレオ式で35mmレンズを陸上で使用するためのもので、水中では外付けファインダーを使用する。
シャッターは縦走り金属幕フォーカルプレーン式。前期型は1/30秒から1/1000秒、後期型は1/15秒から1/500秒。
レンズはベルチオ光学機械社の3群4枚テッサー型フロール（Flor ）35mmF3.5。このレンズに関して田中長徳は「あまり描写が良くない」とするが、ハヤタ・カメララボでは「十分よく写る」としている。ピント合わせは目測で、カメラを構えてレンズの左手側にあるノブで操作する。絞りはその反対側にあるノブ操作。

## ニコノスへ
ラ・スピロテクニークはカリプソの製造販売権譲渡を日本光学工業（現ニコン）に打診、1962年1月ラ・スピロテクニークと日本光学工業は技術提携契約を締結した。この契約に基づきカリプソは1963年ほぼそのままニコノスとして発売され、ボディーの基本デザインはニコノスIIIまで長期に渡り踏襲された。レンズマウント、ピントと絞りの独特な形式のノブはニコノスVにまで引き継がれた。